# Adolphe Drion du Chapois
Le baron Adolphe Drion du Chapois, né le 15 mai 1831 à Gosselies et mort le 25 février 1914 à Gosselies, est un industriel et homme politique belge, membre du parti catholique.

## Biographie
Adolphe François Camille, baron Drion du Chapois, né le 15 mai 1831 à Gosselies, est le fils de François Drion, industriel, et de Marie Dumont. Il épouse Laure Pirmez (1835-1913) en 1860. Ils ont quatre enfants : Adolphe (1861-1945), Émeline (1864-1948), Ernest (1869-1942) et Ferdinand (1871-1926). À l'origine la famille de maîtres des forges s'appelle Drion. Anoblie, elle est autorisée de porter le nom du château qu'elle habite, le Chapois situé à Gosselies.
Il a obtenu le diplôme de docteur en droit à l'Université de la Sorbonne à Paris. 
Au niveau politique, il est élu conseiller communal à Gosselies en 1863 et siège au conseil communal jusqu'en 1884. Il est également élu député à la Chambre des représentants en 1870 et mandat qu'il exerce, au gré des élections, à plusieurs reprises : de 1870 à 1878, de 1886 à 1890, de 1892 à 1894 et de 1900 à 1909. Il démissionne en 1910, laissant sa place à son fils Ernest Drion, bourgmestre de Gosselies. 
Industriel, il était administrateur des Forges de Gosselies. Il a également été membre du conseil de la Société antiesclavagiste belge, 
Il était l'ami de l'historien Ursmer Berlière et de Ferdinand Noël, son homologue catholique à la Chambre des représentants.
Á la suite de son décès le 25 février 1914 à Gosselies, il reçoit des funérailles officielle à l'église de Gosselies et est inhumé au cimetière de Châtelet.

## Distinctions
En 1886, il est créé baron par le roi Léopold II, titre qui est transmissible par primogéniture à ses descendants. En 1898, le roi Léopold II, lui attribue d'autres armoiries, celles que des membres de la famille Drion avaient portées jusqu'en 1793.
Il a reçu la distinction suivante :
- Commandeur de l'ordre de Léopold.

## Sources
- Bio sur ODIS